# East Massapequa
East Massapequa és una concentració de població designada pel cens dels Estats Units a l'estat de Nova York. Segons el cens del 2000 tenia 19.565 habitants.

## Demografia
Segons el cens del 2000, East Massapequa tenia 19.565 habitants, 6.432 habitatges, i 5.107 famílies. La densitat de població era de 2.158,3 habitants/km².
Dels 6.432 habitatges en un 36,6% hi vivien nens de menys de 18 anys, en un 64,6% hi vivien parelles casades, en un 11% dones solteres, i en un 20,6% no eren unitats familiars. En el 16,4% dels habitatges hi vivien persones soles el 8,9% de les quals corresponia a persones de 65 anys o més que vivien soles. El nombre mitjà de persones vivint en cada habitatge era de 3 i el nombre mitjà de persones que vivien en cada família era de 3,37.
Per edats la població es repartia de la següent manera: un 25,1% tenia menys de 18 anys, un 6,6% entre 18 i 24, un 31,1% entre 25 i 44, un 23% de 45 a 60 i un 14,2% 65 anys o més.
L'edat mediana era de 38 anys. Per cada 100 dones de 18 o més anys hi havia 88,9 homes.
La renda mediana per habitatge era de 75.565 $ i la renda mediana per família de 83.373 $. Els homes tenien una renda mediana de 56.032 $ mentre que les dones 37.885 $. La renda per capita de la població era de 28.585 $. Entorn del 2,4% de les famílies i el 3,4% de la població estaven per davall del llindar de pobresa.